# Titok (biztonságtechnika)
Ez a szócikk a titok biztonságtechnikai jelentéséről szól. Az általános jelentésről lásd a titok szócikket.
A titok biztonságtechnikai értelmezés szerint olyan tény, adat, vagy információ, amelyet csak korlátozott számú személy ismerhet meg.

## Fajtái
A magyar jog többféle titokfajtát különböztet meg, ezek megsértése esetén a sértett bírósághoz, vagy más hatósághoz fordulhat jogvédelemért.
- adótitok
- állam- és szolgálati titok
- banktitok
- biztosítási titok
- értékpapírtitok
- levéltitok
- magántitok
- magánnyomozói titok
- NATO- és EU-titok
- orvosi titok
- pénztártitok
- postatitok
- távközlési titok
- ügyvédi titok
- üzleti titok
- vámtitok
- jogszabályban rögzített, speciális munkaköröket betöltő személyek kötelezettségei (például szabadalmi ügyvivő, közjegyző, fogyasztóvédelmi békéltető testület tagja stb.)

### Állam- és szolgálati titok
2010. április 1-ig az államtitokról és a szolgálati titokról szóló 1995. évi LXV. törvény törvény szabályozta.
Államtitok volt az az adat,
- amely a törvény mellékletében meghatározott adatfajta körébe tartozik
- a minősítési eljárás alapján a minősítő kétséget kizáróan megállapította, hogy az érvényességi idő lejárta előtti nyilvánosságra hozatala, jogosulatlan megszerzése vagy felhasználása, illetéktelen személynek tudomására hozása, illetve az arra jogosult részére hozzáférhetetlenné tétele sérti a Magyar Köztársaság érdekeit[2]

Szolgálati titok volt az az adat,
- a törvény szerint minősítésre felhatalmazott személy által meghatározott adatfajták körébe tartozik
- melynek az érvényességi idő lejárta előtti nyilvánosságra hozatala, jogosulatlan megszerzése és felhasználása, illetéktelen személy részére hozzáférhetővé tétele sérti az állami, vagy közfeladatot ellátó szerv működésének rendjét, illetve akadályozza a feladat- és hatáskörének illetéktelen befolyástól mentes gyakorlását

Az államtitok és a szolgálati titok fogalmát jelenleg a minősített adat fedi le, amelyet a minősített adat védelméről szóló 2009. évi CLV. törvény szabályoz.

#### Minősítési követelmények
Egy adat állam-, vagy szolgálati titokká minősítéséhez négyféle követelményt kell egyidejűleg kielégítenie:
- tartalma alapján besorolható a titokköri jegyzékben szereplő adatfajták közé
- a titkot hordozó adathordozón szerepel a titkossági fokot feltüntető minősítés
- a titokká minősítés aktuális
- a minősítést arra feljogosított minősítő végezte

A négy feltétel bármelyikének hiánya esetén az adat nem nevezhető állam-, vagy szolgálati titoknak.

### Magánnyomozói titok
- a magánnyomozót foglalkozási titoktartási kötelezettség terheli minden olyan adatot illetően, amelyről a megbízás teljesítése során szerzett tudomást
- a magánnyomozót felmentheti titoktartási kötelezettsége alól a törvény, vagy a megbízó
- a magánnyomozó egy harmadik személyről gyűjtött személyes adatokat csak a megbízónak adhat ki, kivéve, ha a megbízás alapjául szolgáló üggyel összefüggésben lévő bírósági, vagy egyéb hatósági eljárásban tanúként hallgatják ki
- a magánnyomozót terhelő titoktartási kötelezettség teljesítése nem sértheti a hatóságok eljárásának akadályozásának tilalmára vonatkozó rendelkezéseket

### NATO-titok
A NATO-titkok kezelését az információ biztonságáról szóló, Brüsszelben, 1997. március 6-án kelt NATO Megállapodás megerősítéséről és kihirdetéséről szóló 2000. évi IV. törvény szabályozza. A brüsszeli egyezmény a NATO-val kapcsolatos titkokat minősített információnak deklarálja:
- az információ olyan ismeretanyagot jelent, amelyet bármilyen formában továbbítani lehet
- a minősített információ olyan információ, vagy anyag, amelyre nézve meghatározták, hogy az a biztonsági minősítése szerint védelmet igényel engedély nélküli nyilvánosságra hozatallal szemben
- a titok tárgya lehet anyag (dokumentum, berendezés, kész, illetve gyártás alatt álló fegyverek stb.), dokumentum (a hordozó eszköz megjelenésétől és jellegétől függetlenül minden rögzített információ; írott és nyomtatott anyag, adatfeldolgozó kártya és szalag, térkép, táblázat, fénykép, festmény, rajz, metszet, vázlat, munkajegyzet és terv, indigós másodpéldány és gépszalag, bármilyen módszerrel, vagy eljárással készített másolat, hang, beszédhang, mágneses-, elektronikus-, optikai- és videó felvétel, beépített, vagy kivehető számítástechnikai adattároló eszközzel ellátott, hordozható adatfeldolgozó eszköz)
- minden személy, aki hivatali kötelezettsége ellátása során bizalmas, vagy annál magasabb minősítésű információhoz hozzáférhet, megfelelő biztonsági vizsgálaton esik át, mielőtt munkaköre ellátását megkezdi

### Üzleti titok
Az üzleti titok információ, tény, megoldás, vagy adat. A minősítés oka, hogy a tárgy titokban tartásához az érintettek méltányolható érdeke fűződik. A törvényi védelem eléréséhez kötelezően megteendő intézkedések szükségesek:
- titokköri jegyzék készítése az üzleti tevékenységhez kapcsolódó titkos tényekről, információkról, megoldásokról, adatokról
- a méltányolható érdekek felsorolása a titokköri jegyzékben felvett üzleti titkok vonatkozásában
- az „Üzleti titok!” felirat elhelyezése az üzleti titkot hordozó tárolón
- Üzleti titokvédelmi szabályzat kidolgozása és hatályba léptetése
- az üzleti titkok tárolási és elzárási lehetőségének megszervezése, a védelmi ellenőrzések betartásának előírása
- a titoksértés esetére rögzített kártérítési kötelezettséget előíró titokvédelmi záradék beiktatása az üzleti titkokkal érintkező személyek szerződésébe